# 이빈시
이빈(의빈, 중국어 간체자: 宜宾, 정체자: 宜賓, 병음: Yíbīn)은 쓰촨성의 지급시로 민강과 장강의 합류 지점에 위치한다.

## 역사
이빈에 사람이 살기 시작한 것은 최소한 40000년 전으로 거슬러 올라간다. 전한 때인 기원전 182년에 현재의 이빈에 길의 북도(僰道)가 놓여지고 한족이 증가하기 시작했다. 기원전 86년에 건위군(犍為郡)이 설치된 후 한족이 많이 살게 되었다.
전한 말기에 건위군은 12현을 관할했고, 북도는 쓰촨 분지 서남부의 거점으로서 현재의 쓰촨·구이저우·윈난이 만나는 부근의 통치의 정치·경제·군사·문화의 중심으로서 번창하였다. 한의 붕괴 후, 쓰촨성 서부와 남부는 몽골계 등의 민족의 침입으로 한족의 지배는 끊어졌지만, 6세기 중반에 양나라의 무제가 이민족을 토벌했고, 북주는 융주(戎州)를 두고 외강현(外江県)을 설치했다.수나라 때 외강현은 다시 북도현이 되었지만, 북송의 1114년에 북도현은 현재의 명칭인 의빈현으로 고쳐졌고 융주도 서주(叙州)로 고쳐졌다.
1911년 12월 5일, 의빈에서는 청나라에 대한 반란이 일어나, 대한천남군정부(大漢川南軍政府)가 세워졌다.

## 지리
이빈은 동쪽으로 루저우시, 남쪽은 윈난성 자오퉁시, 서쪽은 량산 이족 자치주와 러산시, 북쪽은 쯔궁시에 접한다. 동서 최대폭은 153.2km, 남북의 최대폭은 150.4km이다. 촨난 지방의 중심으로, 쓰촨 분지의 서남쪽 가장자리에 있다. 지세는 윈구이고원과 연결되는 남부와 다량산(大凉山)·사오량산(小凉山)이 있는 서부가 높고, 북동쪽은 쓰촨 분지내의 해발 500m이하의 구릉지로 완만하고 낮다. 해발은 500~2000m 사이이고 가장 높은 지점(라오군산)은 2008 m이다. 시역의 38%는 삼림이지만 대부분이 인공림이며 원생림은 매우 적다.
동서로 장강(진사강)이 통과하고, 남쪽은 윈난성 및 구이저우성과 접하고 있다. 민강이 북쪽에서 흐르고 합류점에 이빈 시가지가 있다. 그 외의 주요 지류로 난광허(南広河), 황사허(黄沙河), 웨시허(越溪河), 쑹장허(宋江河)가 있으며 그밖에도 남북 방향으로 흐르는 무수한 지류가 있다. 장강 남안은 지형이 험난하고 강의 흐름도 빠르며, 연안의 평지도 좁다.
아열대 기후에 속하고, 연평균 기온은 18.3도, 연평균 강수량은 1,050mm에서 1,168mm이상, 사계절이 분명하다. 봄은 빨리 따뜻해지고, 여름은 고온다습하고, 가을은 비가 많으며, 겨울은 서리가 적다.
| 이빈시의 기후                                                 | 이빈시의 기후 | 이빈시의 기후 | 이빈시의 기후 | 이빈시의 기후 | 이빈시의 기후 | 이빈시의 기후 | 이빈시의 기후 | 이빈시의 기후 | 이빈시의 기후 | 이빈시의 기후 | 이빈시의 기후 | 이빈시의 기후 | 이빈시의 기후 |
| 월                                                            | 1월           | 2월           | 3월           | 4월           | 5월           | 6월           | 7월           | 8월           | 9월           | 10월          | 11월          | 12월          | 연간          |
| ------------------------------------------------------------- | ------------- | ------------- | ------------- | ------------- | ------------- | ------------- | ------------- | ------------- | ------------- | ------------- | ------------- | ------------- | ------------- |
| 역대 최고 기온 °C (°F)                                        | 19.6 (67.3)   | 25.2 (77.4)   | 32.0 (89.6)   | 34.7 (94.5)   | 37.1 (98.8)   | 37.2 (99.0)   | 38.0 (100.4)  | 40.0 (104.0)  | 38.3 (100.9)  | 31.0 (87.8)   | 26.8 (80.2)   | 20.2 (68.4)   | 40.0 (104.0)  |
| 일평균 최고 기온 °C (°F)                                      | 10.5 (50.9)   | 13.7 (56.7)   | 18.5 (65.3)   | 24.2 (75.6)   | 27.6 (81.7)   | 29.3 (84.7)   | 32.1 (89.8)   | 31.8 (89.2)   | 27.3 (81.1)   | 21.9 (71.4)   | 17.6 (63.7)   | 12.0 (53.6)   | 22.2 (72.0)   |
| 일일 평균 기온 °C (°F)                                        | 7.8 (46.0)    | 10.4 (50.7)   | 14.3 (57.7)   | 19.4 (66.9)   | 22.9 (73.2)   | 24.9 (76.8)   | 27.4 (81.3)   | 27.0 (80.6)   | 23.4 (74.1)   | 18.7 (65.7)   | 14.5 (58.1)   | 9.4 (48.9)    | 18.3 (65.0)   |
| 일평균 최저 기온 °C (°F)                                      | 6.0 (42.8)    | 8.1 (46.6)    | 11.5 (52.7)   | 16.0 (60.8)   | 19.4 (66.9)   | 21.9 (71.4)   | 24.1 (75.4)   | 23.7 (74.7)   | 20.8 (69.4)   | 16.7 (62.1)   | 12.5 (54.5)   | 7.7 (45.9)    | 15.7 (60.3)   |
| 역대 최저 기온 °C (°F)                                        | −1.7 (28.9)   | −0.2 (31.6)   | 1.1 (34.0)    | 5.4 (41.7)    | 10.3 (50.5)   | 16.0 (60.8)   | 18.0 (64.4)   | 17.8 (64.0)   | 14.5 (58.1)   | 5.9 (42.6)    | 3.4 (38.1)    | −1.4 (29.5)   | −1.7 (28.9)   |
| 평균 강수량 mm (인치)                                         | 18.8 (0.74)   | 21.5 (0.85)   | 35.1 (1.38)   | 63.3 (2.49)   | 85.9 (3.38)   | 154.8 (6.09)  | 185.3 (7.30)  | 184.2 (7.25)  | 116.1 (4.57)  | 64.1 (2.52)   | 28.7 (1.13)   | 18.4 (0.72)   | 976.2 (38.42) |
| 평균 강수일수 (≥ 0.1 mm)                                      | 11.6          | 10.1          | 12.5          | 13.7          | 14.0          | 16.5          | 13.1          | 13.4          | 14.8          | 17.0          | 11.2          | 10.8          | 158.7         |
| 평균 강설일수                                                 | 0.4           | 0.1           | 0             | 0             | 0             | 0             | 0             | 0             | 0             | 0             | 0             | 0.1           | 0.6           |
| 평균 상대 습도 (%)                                            | 83            | 79            | 75            | 73            | 72            | 78            | 78            | 78            | 81            | 83            | 82            | 83            | 79            |
| 평균 월간 일조시간                                            | 26.9          | 38.2          | 73.3          | 106.6         | 112.5         | 92.0          | 133.5         | 139.8         | 77.5          | 44.1          | 38.2          | 28.0          | 910.6         |
| 가능 일조율                                                   | 8             | 12            | 20            | 27            | 27            | 22            | 32            | 35            | 21            | 13            | 12            | 9             | 20            |
| 출처: 중국기상국 (평년값: 1991년~2017년, 극값: 1971년~2010년) |               |               |               |               |               |               |               |               |               |               |               |               |               |

## 경제
도시의 산업은 전자, 식료품, 전력 생산에 집중하고 있다. 또한 종이, 비단, 피혁 제품을 생산한다. 주변 지역은 농업 자원이 풍부해 쌀, 보리, 참깨, 차가 재배된다.
이빈의 가장 큰 제조업자는 우량예로 중국 전통 증류주(바이주)로 유명한 회사이다. 우량예는 1977년에 직원 300명의 작은 회사로 출발해 7평방 킬로미터의 공장에 20000명이 넘는 큰 회사로 성장하였다. 2005년 8월의 주간지 기사에 따르면 우량예는 국영 기업 수입의 72%, 이빈시 전체 수입의 70%를 차지한다. 그러나 술만이 우량예의 유일한 생산품은 아니다. 회사는 종이와 타이어 등의 많은 다른 종류의 제품을 생산한다. 우량예는 현재 이빈시 GDP의 약 60%를 기여하고 있다.

## 교통
지역의 천연 수로는 주변 지역을 연결하는 운송 수단이다. 이빈은 또한 철도와 고속도로에 의해 충칭, 청두와 연결된다. 이빈은 윈난성과 구이저우 성의 경계와 근접해있고 철도와 버스에 의해 연결된다.
이빈 공항에는 베이징, 상하이, 쿤밍, 광저우로 가는 항공편이 있다.

## 관광
이빈 주변에는 많은 온천들을 있고 그밖에 많은 관광지들이 있다. 그러한 관광지로 대나무 숲과, 싱원 카르스트가 있다. 도시 중심의 추이핑산에서는 이빈시의 멋진 풍경을 감상할 수 있다.

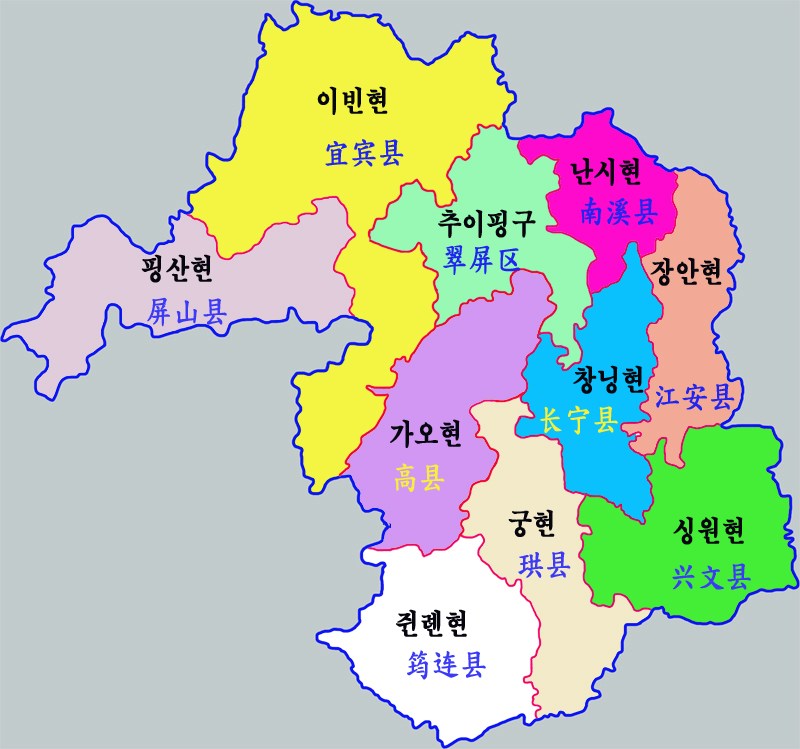
이빈시 현급 행정구역도

## 행정 구역
3개의 시할구, 7개의 현을 관할한다.
시할구
- 추이핑구(翠屏区)
- 난시구(南溪区)
- 쉬저우구(叙州区)

현
- 장안현(江安县)
- 창닝현(长宁县)
- 가오현(高县)
- 쥔롄현(筠连县)
- 궁현(珙县)
- 싱원현(兴文县)
- 핑산현(屏山县)